# Szakítópróba (film)
A Szakítópróba (eredeti cím: Just Married) 2003-ban bemutatott amerikai romantikus vígjáték Shawn Levy rendezésében. A főszereplők Ashton Kutcher és Brittany Murphy.
Az Amerikai Egyesült Államokban 2003. január 10-én mutatták be. Bár a kritikusok negatívan fogadták, bevételi szempontból jól teljesített.

## Cselekmény
A film a repülőtéren kezdődik, ahol a nászútról hazatérő Sarah (Brittany Murphy) és Tom (Ashton Kutcher) veszekednek és dühösen válnak el egymástól. Tom a rádióstúdióban emlékszik vissza szerelmük történetére. Tom a tengerparton játék közben labdával találja el a kutyát sétáltató Saraht. A találkozás szerelem első látásra. A két fiatal között nagyon nagy a különbség. Sarah gazdag családból származik, apja szeme fénye. Tom szegény és faragatlan. A két fiatal mégis úgy dönt, hogy Sarah családjának ellenzése ellenére is összeházasodnak, házasságuk után Sarah családja támogatja őket. Elindulnak európai nászútjukra, a festői szépségű Alpokba. A nászút azonban kudarcba fullad, egymást érik a balszerencsés véletlenek, ami a fiatal pár kapcsolatát tönkreteszi. Elválnak útjaik, de rájönnek, hogy nem tudnak egymás nélkül élni.

## Szereplők
| Színész             | Szerep                | Magyar hang     |
| ------------------- | --------------------- | --------------- |
| Ashton Kutcher      | Tom Leezak            | Hevér Gábor     |
| Brittany Murphy     | Sarah McNerney        | Zsigmond Tamara |
| Christian Kane      | Peter Prentiss        | Crespo Rodrigo  |
| David Moscow        | Kyle                  | Fekete Zoltán   |
| Monet Mazur         | Lauren                |                 |
| David Rasche        | Mr. McNerney          | Várkonyi András |
| Veronica Cartwright | Mrs. "Pucus" McNerney | Molnár Zsuzsa   |
| Thad Luckinbill     | Willie McNerney       | Pálmai Szabolcs |